# Spartiate (1797)
Pour les autres navires du même nom, voir HMS Spartiate.
Le Spartiate est un vaisseau de 74 canons de la classe Téméraire en service pour la marine révolutionnaire française en  1798, puis de la Royal Navy de 1798 à 1842 sous le nom de HMS Spartiate.

## Armement
- 28 canons de 36 livres dans la première batterie ;
- 30 canons de 24 livres dans la seconde batterie ;
- 16 canons de 8 livres et
- 4 caronades de 36 livres sur les gaillards.

## Carrière

### L'expédition d'Égypteet laprise de Malte
Dès sa mise en service le Spartiate, commandé par le lieutenant de vaisseau Maxime Émeriau, commandant très expérimenté (ce qui n'est pas toujours le cas à cette époque de troubles au sein du commandement de la marine française), est intégré à la flotte du Levant qui sous les ordres de l'amiral Brueys est mobilisée par le général Bonaparte en vue de  son expédition d'Égypte. Le 9 juin 1798, c'est le Spartiate qui entre le premier dans le port de Malte.

### Une reddition héroïque à Aboukir

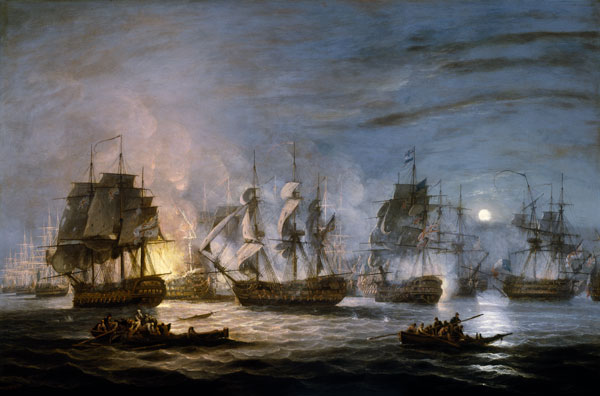
La bataille du Nil, de Thomas Luny, 1830, National Maritime Museum.

Le 1er août 1798, lors de  la bataille d'Aboukir, le Spartiate est placée en troisième position sur la ligne de flotte, restée à l'ancre et qui subit l'attaque des deux bords de la part des navires de Nelson. Il affronte ainsi successivement une dizaine de vaisseaux ennemis pendant plusieurs heures leur causant des dégâts considérables, en particulier au HMS Vanguard sur lequel se trouve Nelson, lequel sera d'ailleurs blessé. Émeriau et son équipage font preuve d'une combattivité qui sera reconnue par Nelson au point que, forcé d'amener le tout nouveau pavillon tricolore, au moment de rendre son épée, Émeriau se la vit refuser par le grand amiral anglais qui aurait ordonné « qu'on rende son épée à un homme si digne de la porter. »

### Dans le camp des vainqueurs à Trafalgar
Capturé neuf mais endommagé par le combat, il est rapidement réparé et incorporé dans la Royal Navy sous le nom d'HMS Spartiate. Il est envoyé aux Antilles pour servir avec le HMS Northumberland au sein de la station anglaise commandée par l'amiral Cochrane.

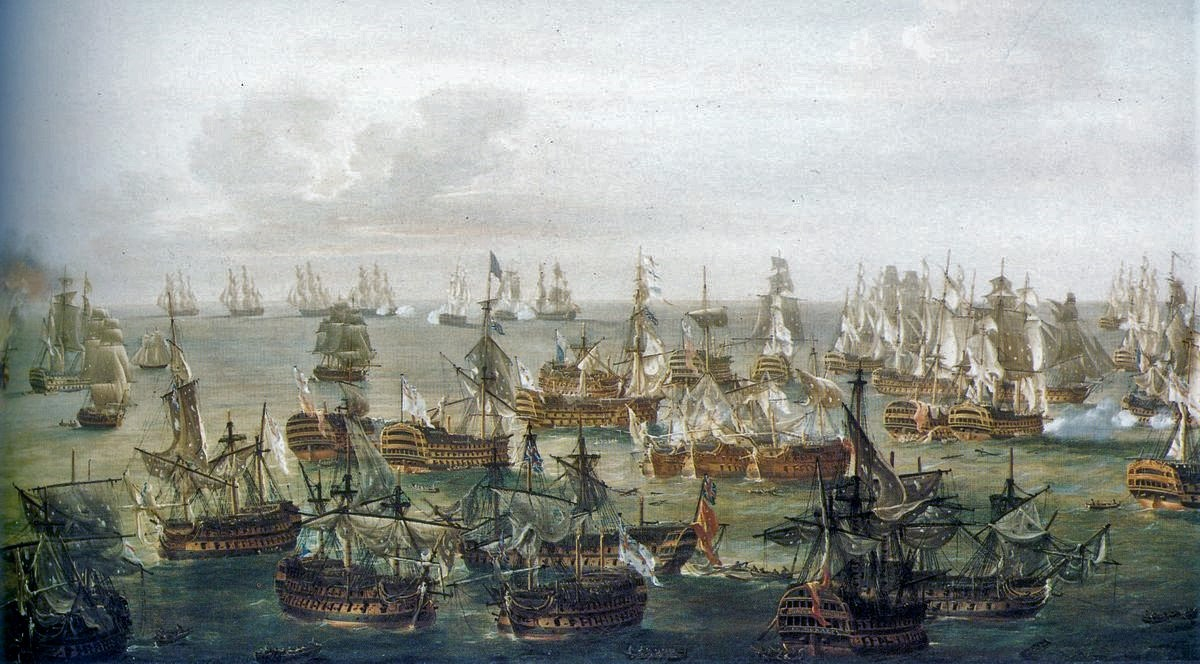
Bataille de Trafalgar, situation à.

Le 21 octobre 1805, commandé par Francis Laforey, il est cette fois dans la flotte de Lord Nelson qui croise au large de Cadix avec l'intention de détruire la flotte franco-espagnole des amiraux Villeneuve et Gravina. Lors de l'attaque de Nelson au large du cap Trafalgar, il est le serre file de la colonne « Nelson » qui coupe la flotte franco-espagnole en son centre. Engagé effectivement en fin de bataille, il obtiendra la reddition du Neptuno vaisseau de 80 canons espagnol. Il le prendra en remorque mais le 23 octobre, devant la double menace de la tempête  et de la contre-attaque de Cosmao-Kerjulien, le vice-amiral Cuthbert Collingwood, qui a succédé à Nelson tué dans la bataille par un tir de mousquet provenant du Redoutable, ordonne de saborder les navires les plus ralentis par leur état de délabrement, dont le Neptuno.
De retour à Plymouth, décembre 1805, il est remis en état, puis est incorporé à l'escadre de la Manche pendant deux ans.

### Retour en méditerranée
Début 1808, il est dans de l'escadre chargée de poursuivre le contre-amiral Zacharie Allemand qui a quitté Rochefort avec cinq vaisseaux pour renforcer le flotte française de Méditerranée à Toulon.
C'est ainsi qu'il se retrouve en Méditerranée, incorporé à la Mediterranean Fleet rattachée à Palerme. Il opère sur ce théâtre d'opération jusqu'à la fin des hostilités, participant entre autres à la conquête de quelques iles de Dalmatie et au blocus de Toulon.

### Fin de carrière: un pavillon hors de prix
Retiré du service en 1842, le Spartiate sera démoli en 1867.
En octobre 2009, il a été vendu à Londres un pavillon aux couleurs de l’Union Jack pour quelques 384 000 £ : celui-là même qu'arborait le vaisseau lors de la bataille de Trafalgar, avec les déchirures dues à la bataille.